# Salmhütte

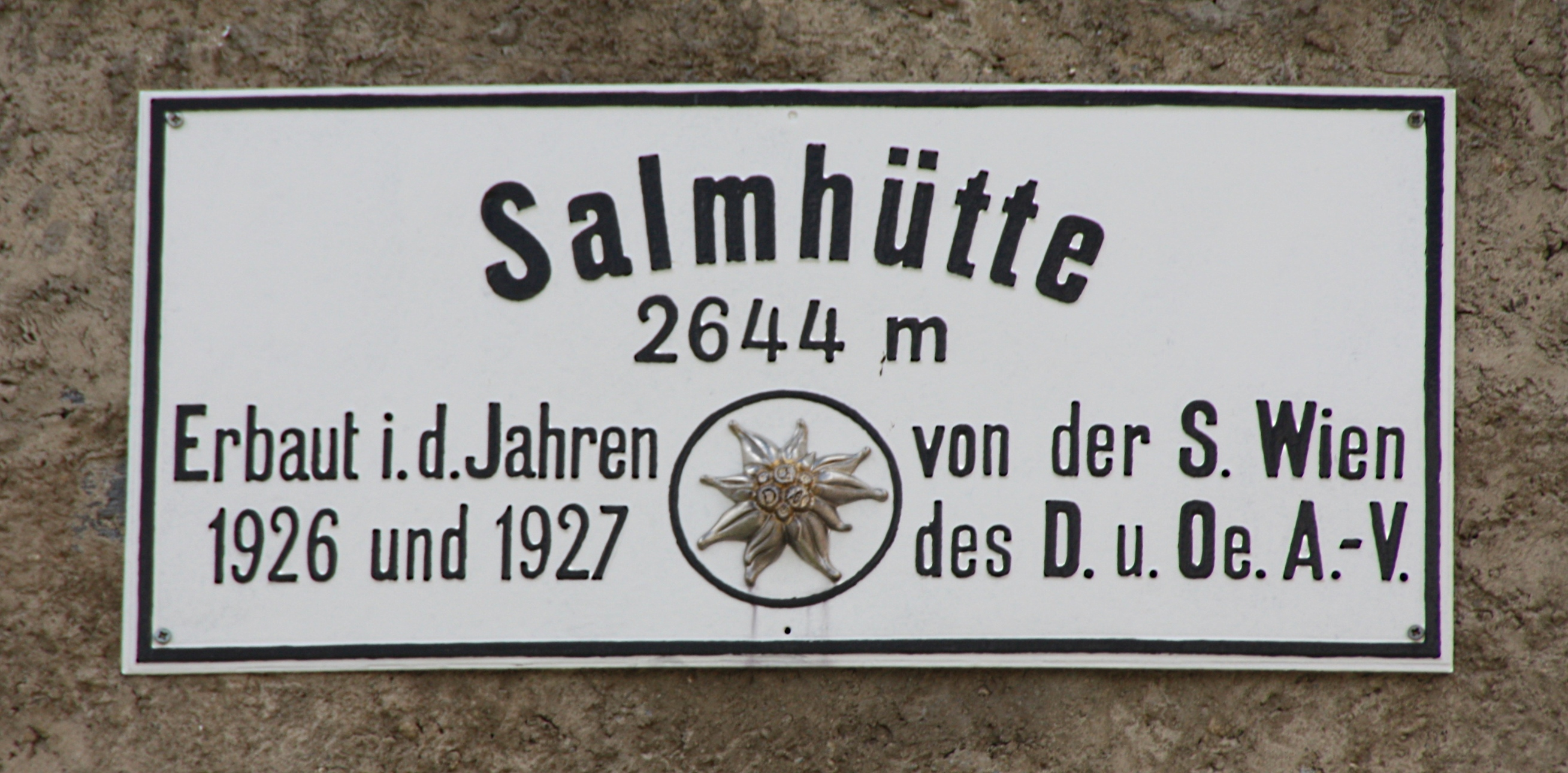
Hüttenschild

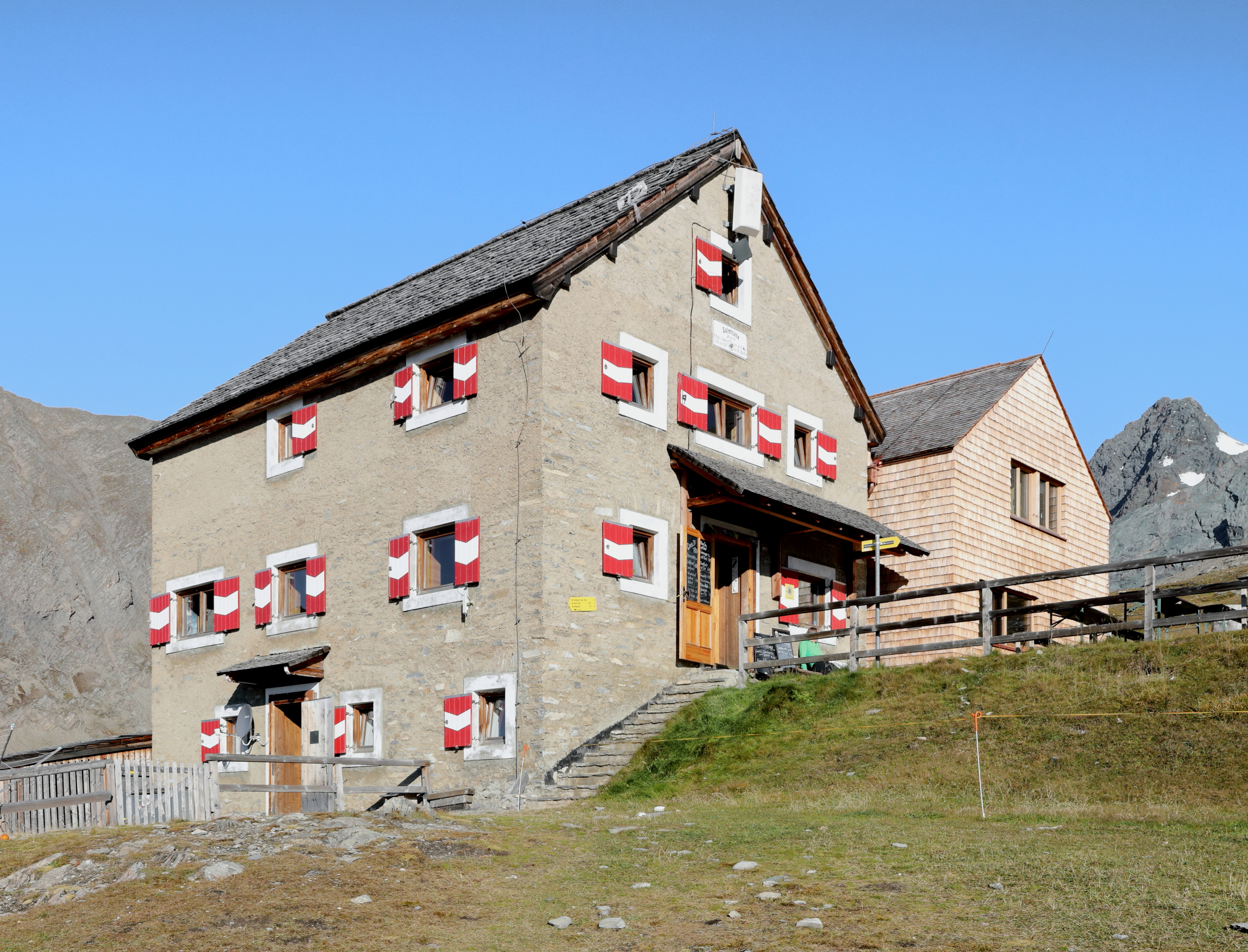
Ostsüdostansicht der Hütte mit dem Großglockner im Hintergrund

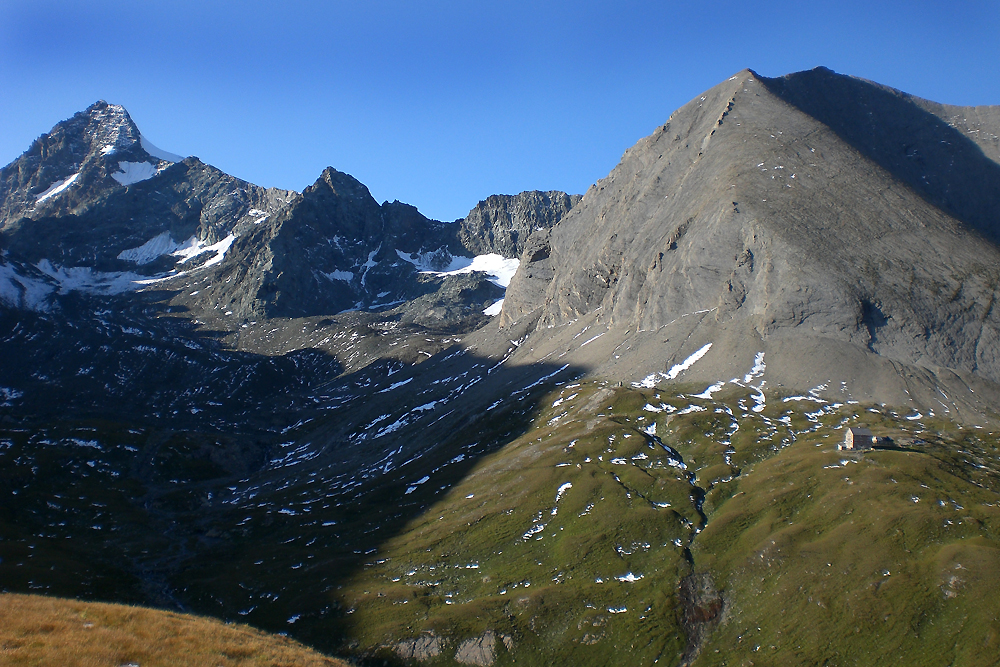
Blick über das obere Leitertal. Rechts auf halber Höhe die Salmhütte.

Die Salmhütte, auch Salmshütte, ist ein Schutzhaus der Sektion Wien des Österreichischen Alpenvereins in der Glocknergruppe auf 2644 m ü. A. (bzw. 2638 m ü. A. gemäß ÖK 50).
Sie liegt im oberen Leitertal am Hasenpalfen auf der Südostseite des Großglockners. Die Versorgung der Hütte der Kategorie I erfolgt per Hubschrauber, eine Materialseilbahn existiert nicht.

## Geschichte

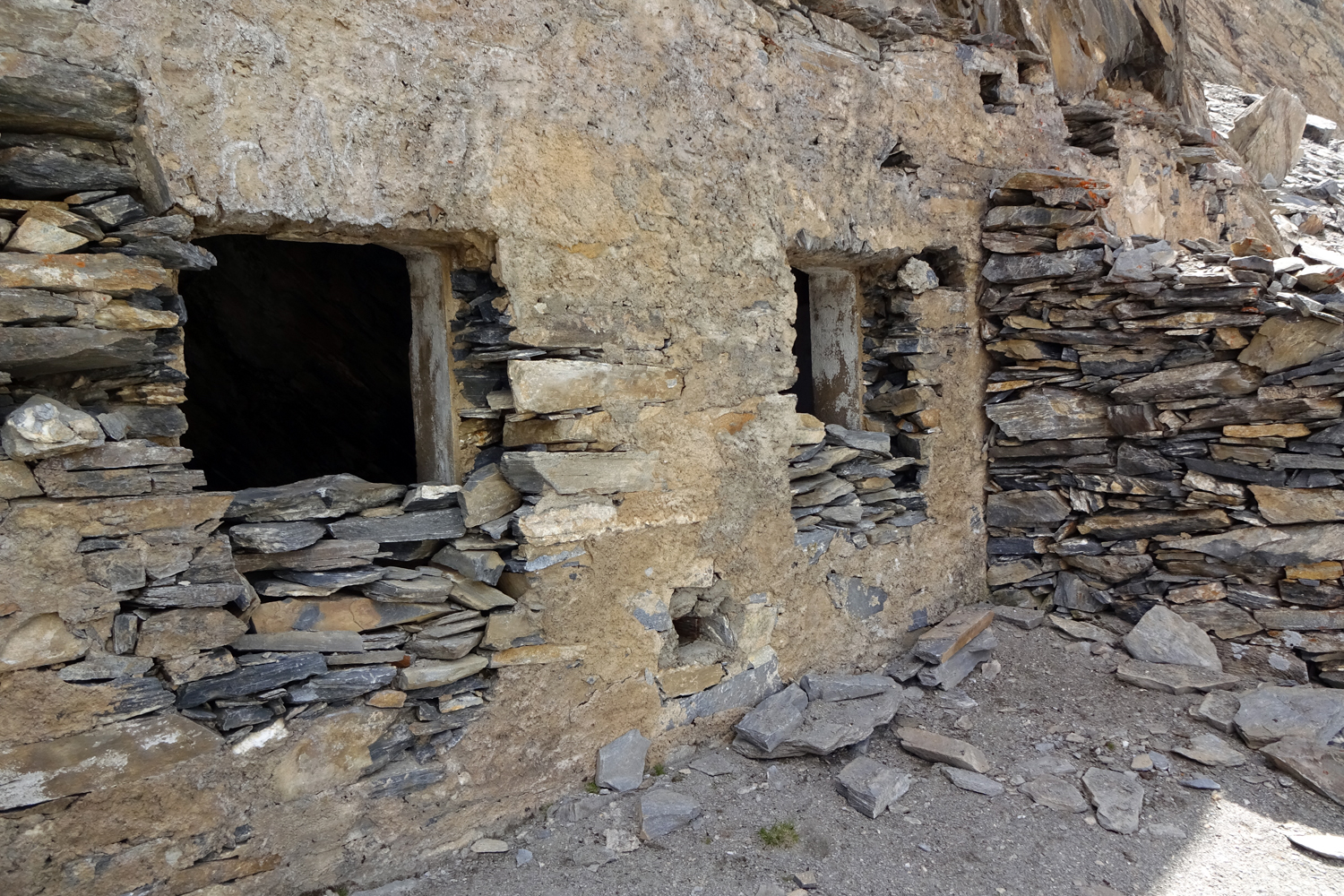
Ruine der zweiten Salmhütte

Die erste Hütte wurde 1799 im Rahmen der Bemühungen um die Erstbesteigung des Großglockners errichtet. Die Bauarbeiten wurden vom Fürstbischof Franz Xaver von Salm-Reifferscheidt finanziert. Es handelte sich bei diesem Bauwerk um die erste alpine Schutzhütte der Ostalpen. Die Unterkunft wurde durch Plünderung und schließlich durch Moränenschub gänzlich zerstört. 1829 ersetzte man sie durch einen Steinbau.
Die zweite, von der Sektion Klagenfurt des Deutschen und Österreichischen Alpenvereins (DuOeAV) erbaute Salmhütte lag nördlich vom Erstbau auf 2805 Höhenmetern auf dem Abhang des Schwerteck und wurde (nach Baubeginn 1881) am 16. August 1883 vom Hausvater des Glocknerhauses, Anton Dolar, eröffnet. Die Unterkunft bestand aus einem in den Fels gesprengten Raum, der durch eine Mauer in zwei Bereiche geteilt war: der erste enthielt einen Herd und sechs Pritschenlager für Bergführer, der zweite sechs Betten für Touristen.
In den Jahren 1926 und 1927 wurde in der Nähe der alten verfallenen Hütte von der Sektion Wien des DuOeAV die dritte Salmhütte als mehrstöckiger Natursteinbau errichtet. Das Haus war ab 1. Juli 1928 voll bewirtschaftet (Belagraum für 40 Besucher), wurde jedoch erst am 7. Juli 1929 feierlich eröffnet.
2017 erfolgte nordseitig ein hölzerner Zubau (Eröffnung am 30. Juni 2018), der in erster Linie die neue Küche und im Obergeschoß eine „Dienstwohnung“ beherbergt.

## Zustiege
- Vom Lucknerhaus (1918 m), das von Kals am Großglockner mit dem PKW erreichbar ist, führt ein Anstieg in etwa zwei Stunden zur Glorerhütte im Bergertörl und von dort in einer weiteren Stunde zur Salmhütte.
- Vom Glocknerhaus (2132 m), das über die Großglockner-Hochalpenstraße erreichbar ist, führt ein Weg hinab zum Margaritzen-Stausee, quert die Kronen der beiden Staumauern und steigt danach zur Stockerscharte (2501 m) an. Von dort führt der Weg als Teil des Wiener Höhenweges nur noch ganz leicht ansteigend oberhalb des Leitertals zur Hütte. Die gesamte Gehzeit beträgt etwa drei Stunden.

## Touren
Die Salmhütte bietet sich als weniger stark frequentierte Alternative zu Stüdlhütte und Erzherzog-Johann-Hütte an, um den Großglockner zu besteigen. Der Anstieg führt von der Hütte über die Hohenwartscharte (3183 m) in etwa 3½ Stunden zur Adlersruhe mit der Erzherzog-Johann-Hütte und von dort aus weiter über den Normalweg auf den Gipfel (3798 m).
Auch als Variante im Abstieg vom Großglockner ist die Hütte geeignet, da von ihr aus nicht nur Kals am Großglockner, sondern auch die Franz-Josefs-Höhe und Heiligenblut gut erreichbar sind.
Für Wanderer bieten sich Übergänge über die Pfortscharte zur Stüdlhütte und über die bereits erwähnte Stockerscharte zur Franz-Josefs-Höhe, ehemaligen Hofmannshütte und Oberwalderhütte. Außerdem ist sie Stützpunkt am Wiener Höhenweg, der vom Glocknerhaus über die Stockerscharte kommend zum Iselsberg in der Schobergruppe führt.